# Equipe tailandesa na Copa Billie Jean King
A equipe tailandesa na Copa Billie Jean King representa a Tailândia na Copa Billie Jean King, principal competição de tênis feminina por equipes do mundo. É administrada pela Lawn Tennis Association of Thailand.

## História
A Tailândia competiu pela primeira vez em 1976. Seus melhores resultados foram chegar ao Grupo Mundial de 2005 e 2006.

## Última convocação
Para o Grupo I da Ásia/Oceania de 2023, entre 11 e 15 de abril:
- Peangtarn Plipuech
- Luksika Kumkhum
- Mananchaya Sawangkaew
- Punnin Kovapitukted
- Anchisa Chanta